# کنت کوئدیینگر
کنت کوئدیینگر (انگلیسی: Kenneth Koedinger؛ زادهٔ ۱ ژانویهٔ ۱۹۶۲) روانشناس اهل ایالات متحده آمریکا است. او در زمینه روان‌شناسی شناختی و تعامل انسان و رایانه فعالیت می‌کند.